# Титов, Иван Семёнович
Иван Семёнович Титов (род. 1915 — ум. 1945) — советский военный, полный кавалер ордена Славы. Командир отделения, 140-й гвардейский стрелковый полк, 47-я гвардейская стрелковая дивизия, 8-я гвардейская армия, 1-й Белорусский фронт.

## Биография
Иван Семёнович Титов родился в 1915 г. Русский. Воспитанник Майкопского детского дома. Окончил 2 класса. Работал в г. Сочи. В Армии с 1933 г. по 1935 г. и с 1941 г. по 1945 год. В действующей армии с ноября 1941 года.

## Подвиг
- Автоматчик 140-го гвардейского стрелкового полка (47-я гвардейская стрелковая дивизия, 8-я гвардейская армия, 3-й Украинский фронт) гвардии рядовой Титов 27.3.1944 г. в бою за расширение плацдарма на берегу р.Южный Буг западнее города Новая Одесса (Николаевская область) первым ворвался в траншею противника, сразил 7 гитлеровцев и, захватив пулемёт, открыл из него огонь по врагу.

За этот подвиг приказом командира 47-й гвардейской стрелковой дивизии полковника Шугаева В. М. от 1.5.1944 г. награждён орденом Славы 3 степени.
- Автоматчик 140-го гвардейского стрелкового полка (47-я гвардейская стрелковая дивизия, 8-я гвардейская армия, 1-й Белорусский фронт) гвардии сержант Титов И. С. 19.07.1944 г. при прорыве обороны противника в районе города Любомль (Волынская область) ликвидировал 2 вражеских пулемётных расчёта, снайпера, несколько автоматчиков.

Приказом командующего 8-й гвардейской армии генерал-полковника Чуйкова В. И. от 14.08.1944 г. награждён орденом Славы 2 степени.
- Командир отделения автоматчиков 140-го гвардейского стрелкового полка (47-я гвардейская стрелковая дивизия, 8-я гвардейская армия, 1-й Белорусский фронт), гвардии старшина И. Титов 14.01.1945 г. в бою за населённый пункт Закшев (2 км восточнее города Варка, Польша) с группой бойцов истребил свыше 20 фашистов, захватил автомашину с военным имуществом, до 10 повозок, пленил 4 гитлеровцев. В уличных боях сразил 2 автоматчиков. Спас жизнь офицеру.

За проявленный подвиг и спасение жизни офицера Указом Президиума Верховного Совета СССР от 24.03.1945 года награждён орденом Славы 1 степени. Этим же Указом стал полным кавалером ордена Славы его земляк из Адыгеи Сивикьян С. А..
В ходе Берлинской наступательной операции 16 апреля 1945 года Титов И. С. погиб в бою. Похоронен в населённом пункте Маншнов (близ города Зелов, Германия).

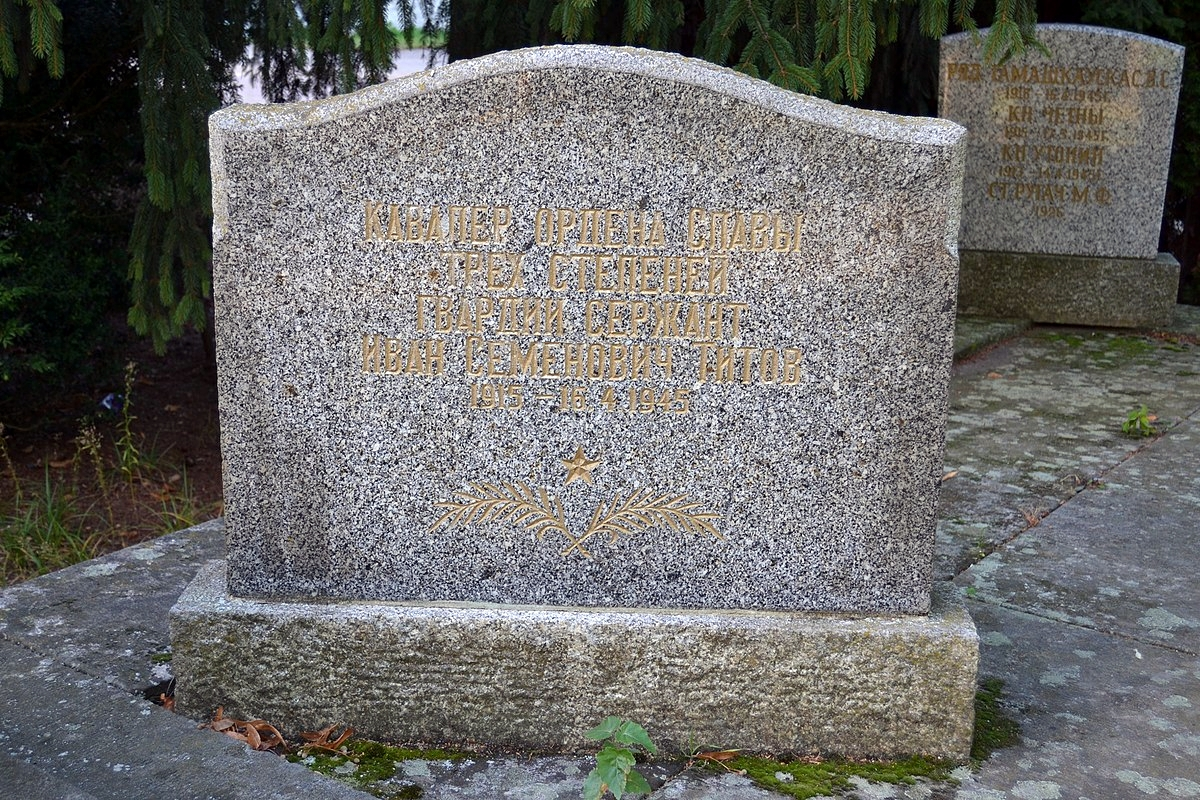
Могила Титова

## Награды
- Орден Славы I степени
- Орден Славы II степени
- Орден Славы III степени

## Память
- Имя Героя высечено золотыми буквами в зале Славы Центрального музея Великой Отечественной войны в Парке Победы г. Москва.
- Одна из улиц в г. Сочи носит имя Героя.